# Felix I.
Svatý Felix I. byl 26. římským biskupem (papežem) od 5. ledna 269 do 30. prosince 274.

## Život
O papeži Felixovi I. existuje jen velmi málo informací, pravděpodobně byl rodilým Římanem. Jeho papežský úřad spadá do závěru vlády císaře Aureliána, který byl pro křesťany poměrně klidným obdobím.
V té době, ještě adresována papeži Dionysiovi, byla doručena zpráva synody z Antiochie (dnešní Antakya v Turecku, ležící na východním pobřeží Středozemního moře), která si stěžovala na místního biskupa Pavla ze Samosaty pro jeho heretické učení, které se dotýkalo církevní doktríny o Nejsvětější Trojici. Fragment dopisu, kterým papež Felix podal výklad tohoto problému, se uchoval v aktech efezského koncilu (431). Byl adresován alexandrijskému biskupovi Maximovi a Felix v něm klade důraz na jednotu a identitu Syna Božího a Syna člověka.
Podle Liber Pontificalis zemřel mučednickou smrtí a zbudoval na Via Aurelia baziliku, v níž byl také pohřben. Jiné prameny to však nepotvrzují. Naopak Římský kalendář svatých ze 4. století uvádí, že je pohřben v Kalixtových katakombách. Patrně jde, jako již mnohokrát v raných dějinách církve, o záměnu jmen. Na Via Aurelia byl skutečně pohřben mučedník jménem Felix a zmíněná bazilika byla vybudována nad jeho hrobem.
Mučednická smrt není pravděpodobná i z jiného důvodu. Spor o to, zda má být Pavel ze Samosaty nadále biskupem v Antiochii, byl při návštěvě římského císaře Aureliána předložen k rozhodnutí císaři. Císař však odpověděl, že toto rozhodnutí náleží římskému biskupovi. Z toho je zřejmé, že úřad biskupa římského byl císařem respektován.
Zcela jasné není ani datum Felixovy smrti. Donedávna byla jeho památka uctívána 30. května, tj. v den, který byl jako den úmrtí zapsán v Liber Pontificalis. Podle jiných pramenů historici usoudili, že došlo k chybě při přepisu, a podle nového vydání Martirologio Romano je dnem úmrtí i památky svatého Felixe I. 30. prosinec.